# Кривцово (Белгородская область)
Кривцово — село в Яковлевском районе Белгородской области России, центр Кривцовского сельского поселения.

## География
Село расположено в срединной части Белгородской области, по обоим берегам реки Северского Донца, в 14,9 км по прямой к востоку от районного центра, города Строителя, в 18,4 км по прямой к северо-востоку от северо-восточных окраин города Белгорода. Ближайшие населённые пункты: село Сажное, примыкающее с юго-запада, село Сабынино, примыкающее с юга — ниже по руслу Северского Донца; сёла Верхний Ольшанец в 4 км по прямой к востоку и Новооскочное в 1,72 км по прямой к востоко-северо-востоку; село Щелоково в 1,17 км к северо-востоку, выше по руслу Северского Донца.

## История
Кривцово ранее именовали Сиверским, так как расположено оно на Северском Донце, севернее Белгорода. Кривцовым же стало оттого, что среди первопоселенцев был человек по прозвищу Кривец.
Деревня Кривцова указана на «Карте поселений Белгородского уезда» в 1678 году. По переписи 1885 года в селе Кривцово (Сиверское тож) Корочанского уезда Новооскоченской волости значилось 154 двора крестьян государственных четвертных, грамотных 70 мужчин и 2 женщины из 56 семей, учащихся 4 мальчика и девочка из 5 семей (школа в 5 верстах); без земельного надела 17 дворов (41 мужчина, 39 женщин), у крестьян — 201 рабочая лошадь, 180 коров, 338 овец и 130 свиней, в селе — «промышленное заведение», торговая лавка и кабак.
С 1895 года, когда в селе не было собственной школы, несколько мальчиков обучались грамоте у «приезжего грамотного крестьянина», который брал за уроки по 50 копеек в месяц. В начале 1900-х годов в церковной сторожке было организовано трёхлетнее обучение крестьянских детей. В 1902 году в селе была построена школа. В 1939 году в Кривцове начала работать школа-семилетка, а с 1959 восьмилетняя.
С января 1935 года село Кривцово — центр Кривцовского сельсовета в Сажновском районе. С января 1958 года по декабрь 1962 в составе Гостищевского района, Кривцовский сельсовет составили села Верхний Ольшанец, Кривцово, Ново-Оскочное, Сабынино, поселок Рыбхоз «Ключики» и хутора Разумное, Стрельников. С января 1965 года в составе Яковлевского района, в его Кривцовский сельсовет вошли села Верхний Ольшанец, Кривцово, Новооскочное, Сабынино и хутор Стрельников. В 1997 году село  — центр Кривцовского сельского округа, с 2009 года  Кривцовского сельского поселения Яковлевского района.

## Население
В 1858 году X ревизия переписала в селе Кривцове (Сиверское тож) Корочанского уезда «463 души мужскаго пола».
В 1885 году в Кривцове 1064 жителя (552 мужчины, 512 женщин).
В 1890 году в селе Кривцове — 954 жителя (486 мужчин, 468 женщин).
На 17 января 1979 года в селе Кривцове — 441 житель, на 12 января 1989 года — 542 (227 мужчин, 315 женщин), на 1 января 1994 года — 617 жителей, 240 хозяйств. В 1997 году в селе 239 домовладений, 632 жителя; в 1999 году — 667 жителей, в 2001 году — 630.
| 2002 | 2010 |
| ---- | ---- |
| 578  | ↗602 |

## Инфраструктура
По состоянию на 1997 год в селе Кривцове — колхоз имени Мичурина, крупнейший в области рыбхоз «Ключики», отделение связи, медицинский пункт, сберкасса, Дом культуры, библиотека, в средней школе — 134 учащихся и 16 учителей, детский сад.